# Ischnosiphon hirsutus
Ischnosiphon hirsutus är en strimbladsväxtart som beskrevs av Otto Georg Petersen. Ischnosiphon hirsutus ingår i släktet Ischnosiphon och familjen strimbladsväxter. Inga underarter finns listade.